# Божидар Марковић (спортиста)
Божидар Марковић (Бајина Башта, 21. мај 1993) српски је атлетичар специјализован за скок у вис. Дипломирани је Мастер професор спорта и физичког васпитања и Профи атлетски тренер. Наступа за сениорску атлетску репрезентацију Србије и за атлетски клуб "Аутоцентар" из Бајине Баште. Члан је шесточлане породице. 

## Атлетска каријера и образовање
Божидар Марковић почео је да се бави атлетиком 2009. године  у Бајиној Башти као члан атлетске секције О.Ш. "Свети Сава" код наставнице физичког васпитања Звјездане Јосиповић. Осим атлетике тренирао је још и фудбал, карате, пливање, скијање и кошарку. Интензивније тренирање наставља и касније у средњој школи код професора физичког васпитања Јована Ђурића. Основно и средње образовање завршио је као редован и одличан ученик. Као члан атлетске секције учештвује на школским такмичењима где показује свој таленат. Први званичан такмичарски наступ бележи на Јуниорском Првенству Србије у атлетици где осваја прво место, златну медаљу и прескаче 2.00м. На позив селектора јуниорске репрезентације Србије, Писића стиче и прво међународно искуство и наступ за репрезентацију Србије 2011. године када је прескочио 1.89м на Балканском јуниорском првенству у Једрену где је освојио бронзану медаљу. Бележи запажене резултате за атлетску репрезентацију Србије, а посебно се истиче 2022. година када је освојио Сениорско Балканско Првенство у дворани у Истанбулу са резултатом 2.15м. 
Своје академско образовање наставља на Факултету спорта и физичког васпитања у Новом Саду 2012. године. Тренира и усавршава се под надзором великог тренера Ференца Камасија у атлетском клубу "Војводина". Прву сениорску титулу Првака Србије осваја на дворанском првенству Србије које је одржано у Новом Саду 2015.године.   
Поред напорних тренинга не запоставља своје академско образовање. Дипломирао је на факултету Спорта и физичког васпитања у Новом Саду, носилац звања Мастер професор физичког васпитања и спорта као један од најбољих студената у својој генерацији. Поседује Профи атлетску тренерску лиценцу, и бави се физичком припремом спортиста. Тренутно на докторским студијама.   
Вишеструки је Првак Србије, јуниорски 2011. године, млађе сениорски 2014. године, 2019. године постао је Сениорски Шампион Србије у скоку у вис на отвореном а 2015, 2018, 2022 и 2024. године освојио је златне медаље и постао Сениорски Првак Србије у дворани.
Петнаест година налази се у самом врху српске атлетике као такмичар и тренер.

## Лични рекорди
- Отворено: Скок у вис: 2.11м, 24. јуна 2021. у Новом Саду
  - Дворана: Скок у вис : 2.16м, 5. фебруара 2022. у Београду